# 三輪神社 (高槻市)
三輪神社（みわじんじゃ）は大阪府高槻市富田町に鎮座する神社。

## 祭神
- 大己貴命
- 味祖高彦根命
- 田心姫命

## 歴史
元普門寺の鎮守で、大和三諸山より勧請したと伝えられる。
『摂津名所図会』に祠の棟札に寛永年中（1624年～1645年）龍渓禅師再興とある。
三宝院福寿院が別当として、天正以後維新まで社務を行っていた。
- 明治5年（1872年）村社に列す。
- 明治40年（1907年）1月、神饌幣帛料供進社に指定される。
- 明治41年（1908年）2月、天神山の天神社、西富田町の八幡神社を合祀す。[1]。

## 境内社

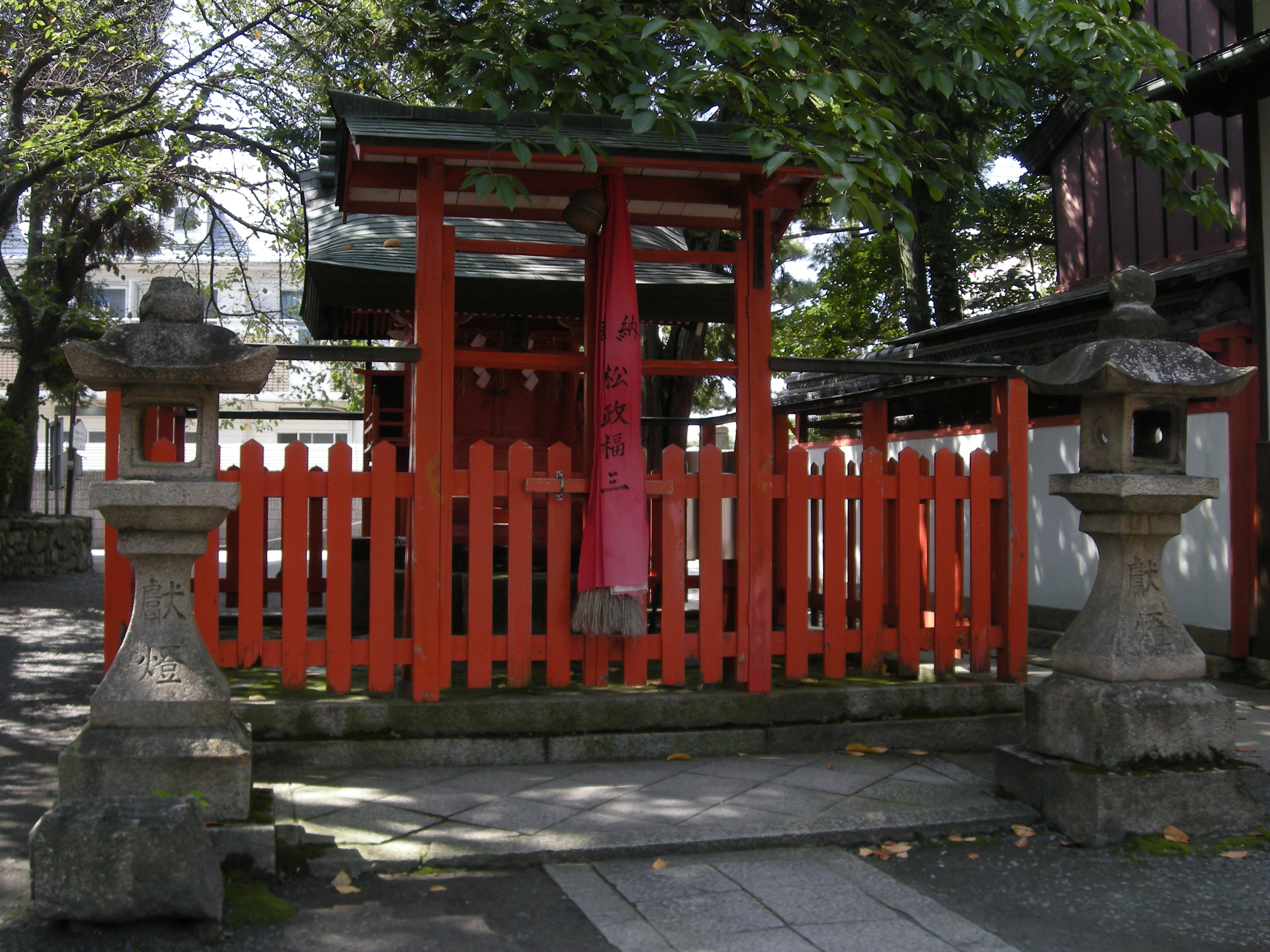
春日社

- 春日神社
- 厳島神社
- 金比羅神社
- 八阪神社
- 稲荷神社

## 文化財
- 社殿 附 棟札2枚・奉加帳序1巻
- 絵馬所
- 末社春日社 附 玉垣

高槻市指定文化財（平成17年6月14日指定）

## 交通アクセス
- 阪急京都本線 阪急富田駅から徒歩15分

## 周辺情報
- 普門寺 (高槻市)
- 本照寺 (高槻市)